# Góra Ujeścisko
Góra Ujeścisko – wzniesienie o wysokości 83,4 m n.p.m. położone w woj. pomorskim na obszarze miasta Gdańska, w obrębie osiedla Ujeścisko-Łostowice.
Oficjalnie w wykazie wzniesień w Gdańsku nie występuje nazwa "Góra Ujeścisko", "Ujeścisko" czy "Ujeściska Góra". Jednak na przedwojennych mapach polskich i niemieckich pojawia się nazwa Wonne - Berg przez co była to oficjalną nazwą wzniesienia na terenach Wolnego Miasta Gdańska. Nazwa pobliskiej osady brzmiała również Wonneberg - Ujeścisko, nazwa ta urzędowo w 1946 roku została zmieniona na "Ujeścisko". 
Nazwa wzniesienia nie została nigdy oficjalnie zmieniona, jednak stosując się do rozporządzeń z 1946 i 1949 można przyjąć, że nazwa wzniesienie powinna brzmieć "Ujeścisko" dla odróżnienia od osady - dzisiaj osiedla "Góra Ujeścisko".
Obecnie na zboczach wzniesienie są usytuowane budynki mieszkalne należące do "Osiedla Pogodne", na samym szczycie zaś znajduje się wieża do transmisji telefonii komórkowej. Na południowy zachód w odległości ok. 300 m przebiega ul. Łódzka.